# Kostinbrod
Kostinbrod (búlgaro:Костинброд) é uma cidade da Bulgária, localizada no distrito de Sófia. A sua população era de 11,924 habitantes segundo o censo de 2010.

## População
| Kostinbrod | Kostinbrod | Kostinbrod | Kostinbrod | Kostinbrod | Kostinbrod | Kostinbrod | Kostinbrod | Kostinbrod | Kostinbrod | Kostinbrod | Kostinbrod | Kostinbrod | Kostinbrod | Kostinbrod | Kostinbrod | Kostinbrod | Kostinbrod | Kostinbrod | Kostinbrod |
| --- | ---------- | ---------- | ---------- | ---------- | ---------- | ---------- | ---------- | ---------- | ---------- | ---------- | ---------- | ---------- | ---------- | ---------- | ---------- | ---------- | ---------- | ---------- | ---------- |
| Ano | 1887       | 1910       | 1934       | 1946       | 1956       | 1965       | 1975       | 1985       | 1992       | 2001       | 2002       | 2003       | 2004       | 2005       | 2006       | 2007       | 2008       | 2009       | 2010       |
| População |            |            |            | …          | …          | …          | 12,053     | 12,574     | 12,123     | 12,220     | 12,120     | 12,152     | 12,100     | 12,047     | 12,051     | 12,014     | 11,995     | 11,969     | 11,924     |
| Fontes: Instituto Nacional de Estatísticas, „citypopulation.de“, „pop-stat.mashke.org“, Bulgarian Academy of Sciences |            |            |            |            |            |            |            |            |            |            |            |            |            |            |            |            |            |            |            |